# Cagliaria
Cagliaria, auch Cagliari, war ein Längenmaß auf der Insel Sardinien.
- 1 Cagliaria = 80,29 Pariser Linien etwa 181 Millimeter